# История почты и почтовых марок Зимбабве
История почты и почтовых марок Зимбабве охватывает развитие почтовой связи в Зимбабве, не имеющем выхода к морю государстве в южной части африканского континента, между водопадом Виктория, реками Замбези и Лимпопо, со столицей в Хараре, бывшей британской колонии Южная Родезия, и подразделяется на три периода — колониальный (до 1965), непризнанного государства (1965—1980) и независимости (с 1980).
Зимбабве является членом Всемирного почтового союза (ВПС; с 1981), а её национальным почтовым оператором выступает компания англ. ZimPost.

## Развитие почты
Первые европейские путешественники, миссионеры и торговцы на территории нынешней Зимбабве нанимали частных курьеров или принимали другие меры для доставки их корреспонденции до ближайшего почтового отделения, которым вначале было почтовое отделение в Капской колонии, а позднее стали почтовые отделения в Южно-Африканской Республике (Трансвааль).
Первая почта была открыта в 1888 году Британской Южно-Африканской компанией и представляла собой маршрут из Губулавайо в Матабелеленде в Мафикенг в Бечуаналенде, с почтовыми отделениями в Тати и Губулавайо. Почтовые отправления вначале перевозили конные полицейские, причём франкировалиь они почтовыми марками британского Бечуаналенда. Фактически почтовые отделения в Булавайо и Тати оставались под контролем протектората Бечуаналенд до 1894 года.
Почта в Машоналенде и Западном Маникаленде была учреждена в 1890 году Британской Южно-Африканской компанией, которая послала туда оккупационные войска, так называемую «Колонну первопроходцев», в сопровождении отряда полиции компании. К 1894 году Матабелеленд был полностью включен в почтовую систему компании после первой войны с матабеле.
В 1923 году, после ликвидации Британской Южно-Африканской компании, была образована британская самоуправляющаяся колония Южная Родезия, что повлекло за собой смену почтовой администрации.
Последующие изменения в колониальном управлении почтовыми делами были вызваны тем, что в 1953—1963 годах колония находилась в составе Федерации Родезия и Ньясаленд, а после выхода из федерации снова стала отдельной колонией. В частности, с 1954 года на территории Южной Родезии стали использоваться почтовые марки федерации, вплоть до роспуска последней в 1963 году.

Примеры франкотипов Южной Родезии
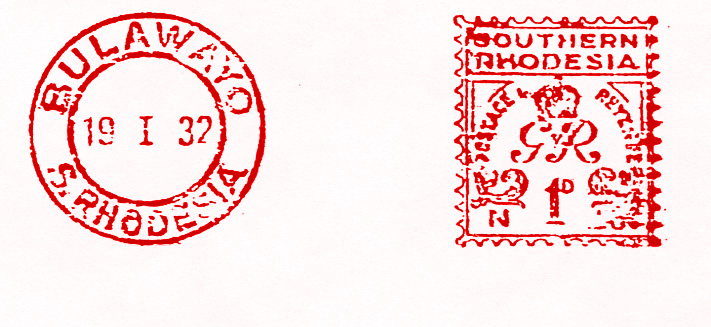
1932: 1 пенни, монограмма Георга V («GvR»), с надписью «Postage & Revenue» («Почтовый и гербовый сбор»). Слева: календарный штемпель Булавайо
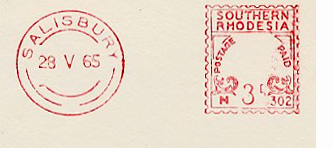
1965: 3 пенса, с надписью «Postage & Revenue»; использовался после переименования страны в Родезию. Слева: календарный штемпель Солсбери

Примеры знаков почтовой оплаты Южной Родезии для посылочной почты
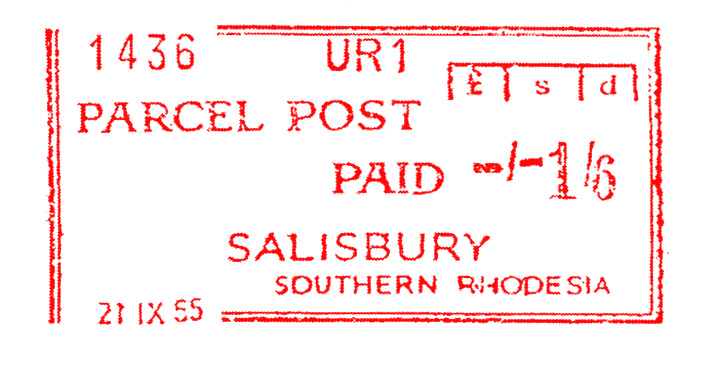
1955: франкотип номиналом в 1 шиллинг 6 пенсов (Солсбери)
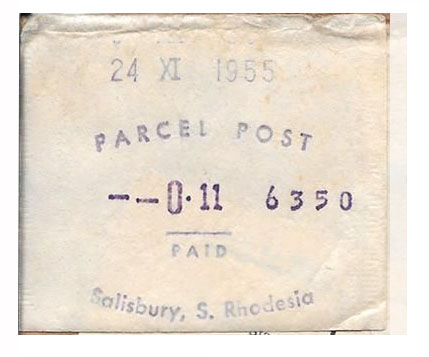
1955: почтовый ярлык номиналом в 11 пенсов (Солсбери)
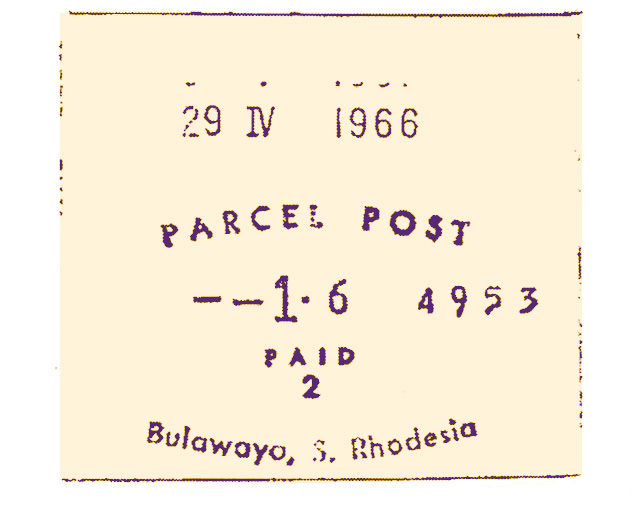
1966: то же, номиналом в 1 шиллинг 6 пенсов (Булавайо)

В 1964 году Южная Родезия была переименована в Родезию, которая 11 ноября 1965 года объявила в одностороннем порядке о своей независимости и в дальнейшем существовала в качестве непризнанной республики.

Примеры франкотипов Родезии
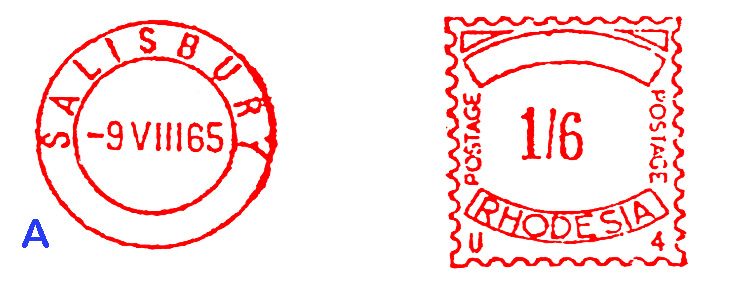
1965: 1 шиллинг 6 пенсов. В верхней части франкотипа удалено слово англ. «Southern» («Южная»). Слева: календарный штемпель Солсбери
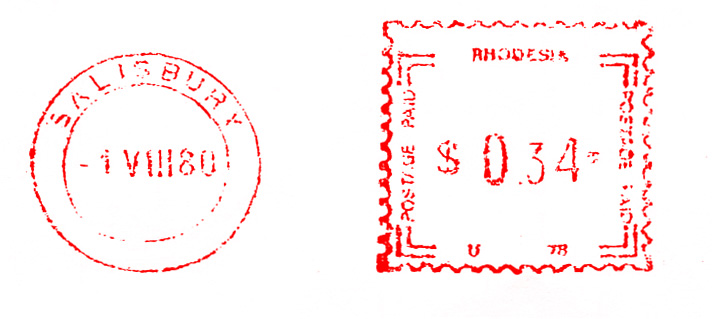
1980: 34 цента. Слева: календарный штемпель Солсбери

Примеры знаков почтовой оплаты Родезии, применявшихся в местных почтовых отделениях
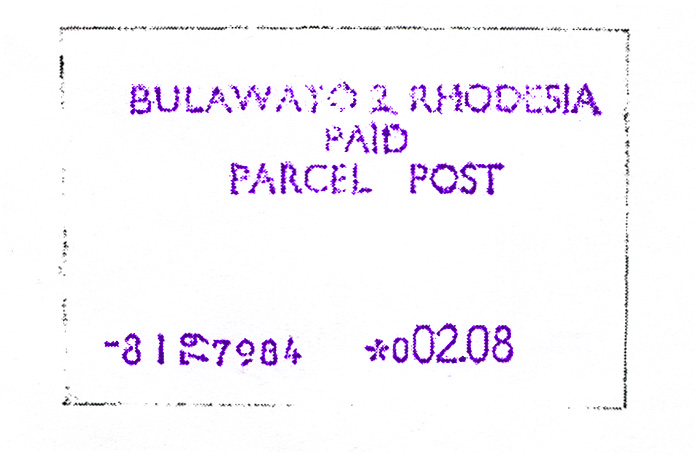
1979: штамп посылочной почты номиналом в 2,08 доллара (Булавайо)
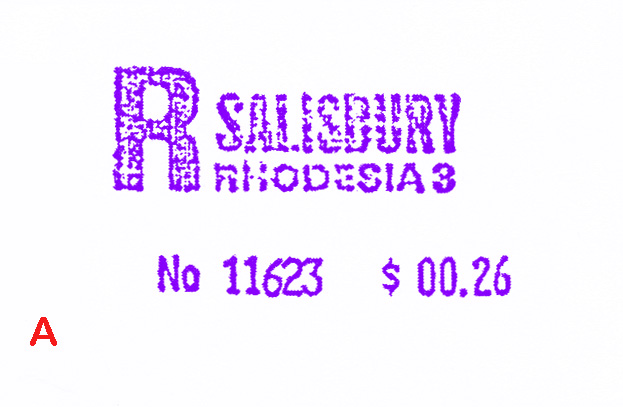
Без даты: штамп заказной почты номиналом в 26 центов (Солсбери)
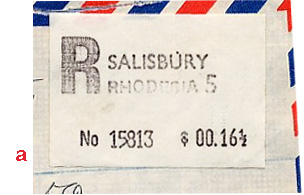
Без даты: почтовый ярлык заказной почты номиналом в 16,5 центов (Солсбери)

Провозгласив независимость 18 апреля 1980 года, Зимбабве перешёл к формированию собственной почтовой администрации и 31 июля 1981 года присоединился к другим странам — участницам ВПС.

Примеры франкотипов Зимбабве
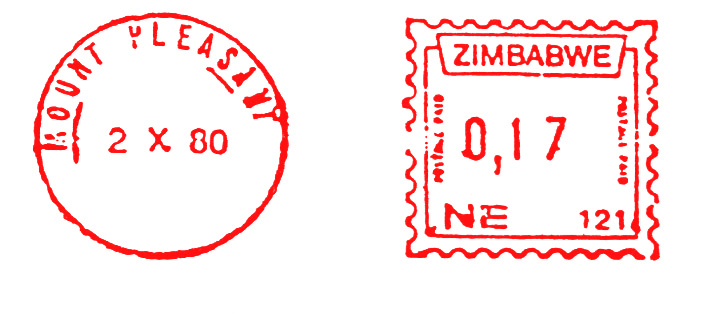
1980: 17 центов. Слева: календарный штемпель Маунт-Плезанта[англ.]
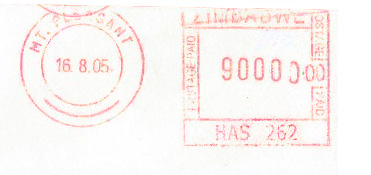
2005: 90 000 долларов. Слева: календарный штемпель Маунт-Плезанта

Примеры знаков почтовой оплаты Зимбабве для заказной почты в местных почтовых отделениях
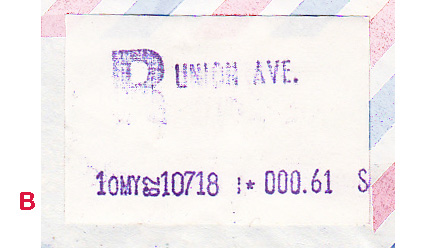
1982: почтовый ярлык номиналом в 61 цент (без указания названия страны)
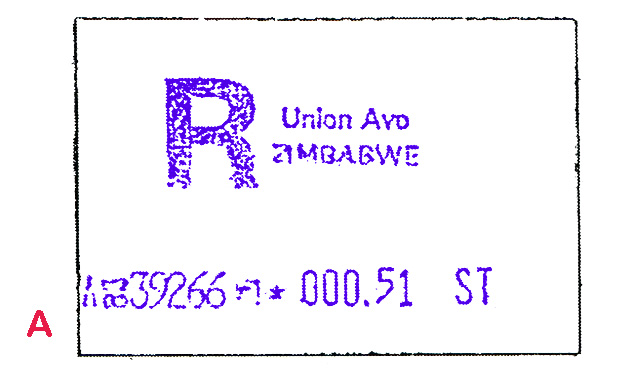
1983: штамп номиналом в 51 цент (название страны указано)
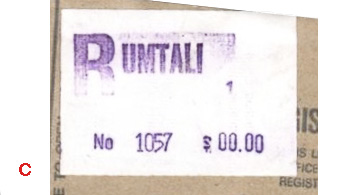
Без даты: почтовый ярлык без указания стоимости (Умтали)

Современным оператором, оказывающим почтовые услуги в стране, является компания ZimPost (Zimbabwe Posts (Pvt) Ltd.).

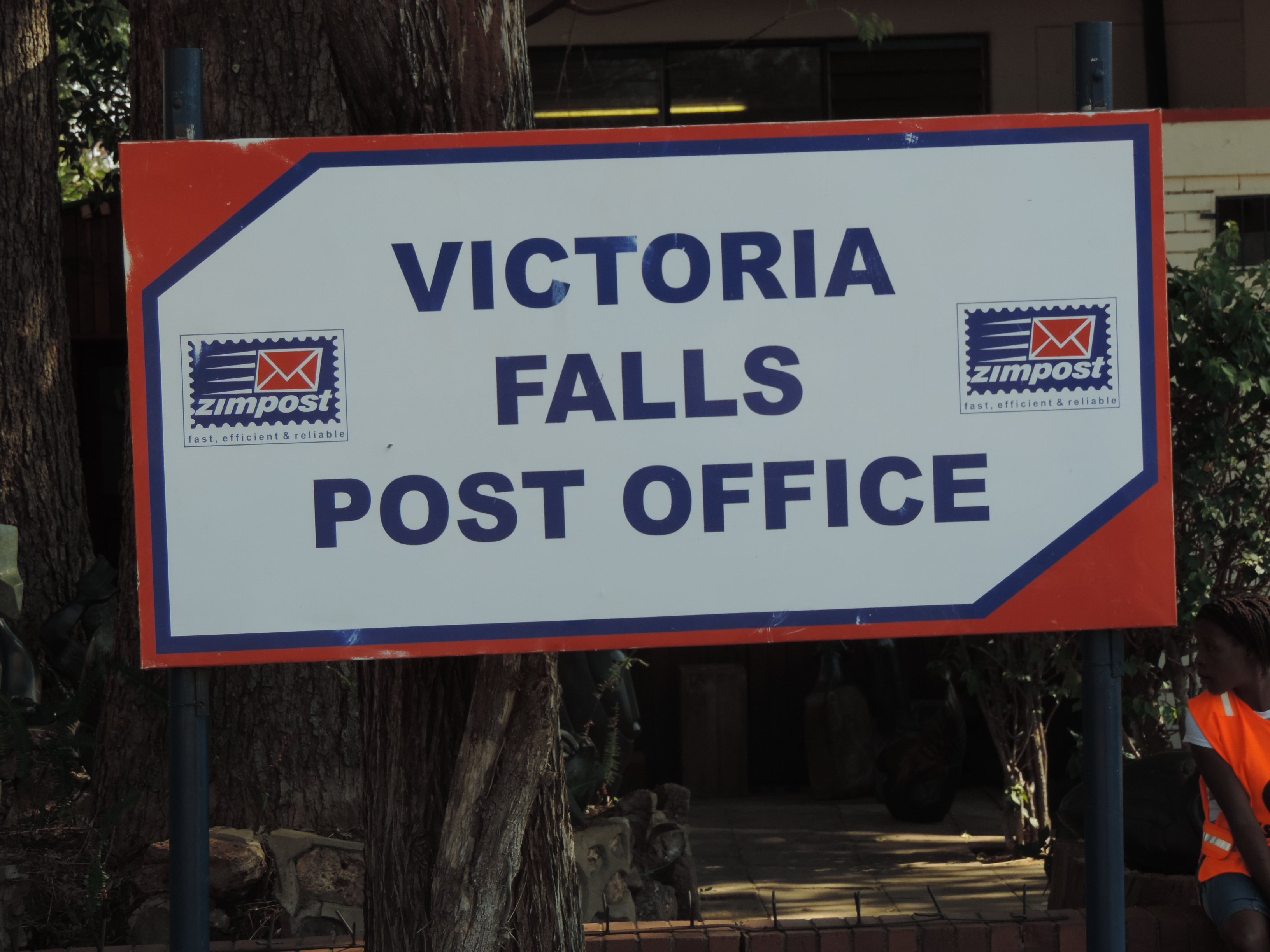
Почтовое отделение в городе Виктория-Фолс. Логотип компании ZimPost

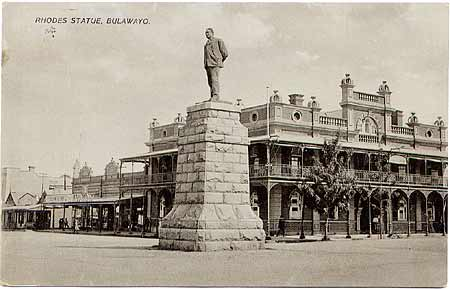
Почтовая карточка, изображающая статую английского колонизатора и «архитектора апартеида» Сесила Родса в городе Булавайо (ок. 1925)

## Выпуски почтовых марок

### Британская Южно-Африканская компания
Британская Южно-Африканская компания напечатала собственные почтовые марки в Лондоне в 1890 году, но они поступили в почтовое обращение в январе 1892 года, когда был открыт почтовый маршрут через Бейру на восточном побережье. Первые почтовые марки были выпущены Британской Южно-Африканской компанией в 1891 году. Территории, контролируемые компанией, росли и добавились земли к северу от реки Замбези. Вначале почтовые марки Британской Южно-Африканской компании не были признаны годными для оплаты международных почтовых отправлений, поэтому письма, пересылаемые через Бечуаналенд, дополнительно франкировались почтовыми марками Бечуаналенда до вступления Родезии в Южно-Африканский почтовый союз в 1892 году, тогда как почтовые отправления, пересылаемые через Бейру, до 1894 года франкировались дополнительно почтовыми марками Мозамбика.
Использование почтовых марок Британской Южно-Африканской компании продолжалось на этой территории до 1923 года, когда она стала коронной колонией Южная Родезия. Название «Rhodesia» («Родезия») впервые появилось на почтовых марках компании в 1909 году, когда на четырёх марках были надпечатаны новые номиналы. Район к северу от реки Замбези остался под контролем компании, а позднее стал именоваться Северной Родезией.
- Примеры марок Британской Южно-Африканской компании[брет.] номиналом в 2 пенса

Примеры История почты и почтовых марок Британской Южно-Африканской компании номиналом в 2 пенса
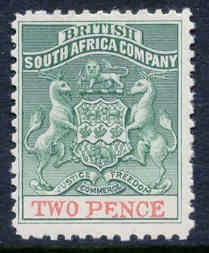
1892: герб компании (Mi #17; Yt #17; SG #20)
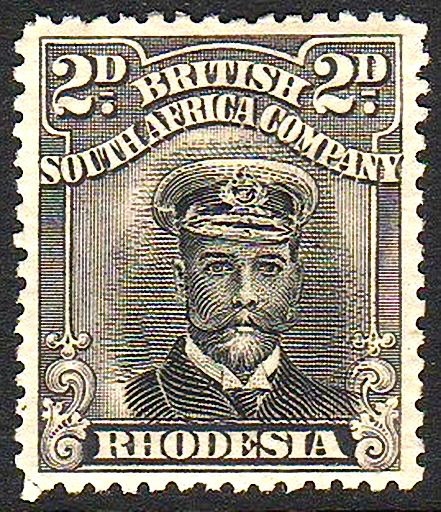
1913: Георг V в форме адмирала[англ.]; с дополнительной надписью «Rhodesia[англ.]» (Mi #123; Yt #42; SG #219)

### Южная Родезия, Родезия и Зимбабве-Родезия
Первые марки Южной Родезии, запечатлевшие короля Георга V в адмиральской форме, появились в 1925 году. В 1931—1935 годах выходили марки с изображением водопада Виктория. В 1935 году был осуществлён первый памятный выпуск. Эмиссия марок прерывалась в 1953 году и возобновлена после выхода из Федерации Родезии и Ньясаленда. В 1964 году была издана серия стандартных марок.

Примеры стандартных марок Южной Родезии и Родезии номиналом в 3 пенса
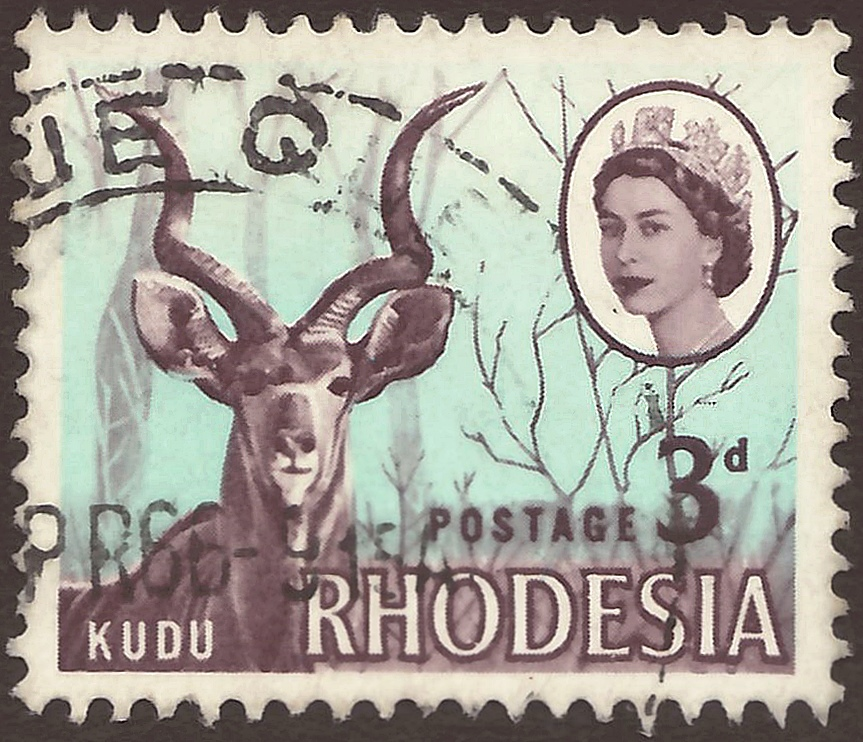
1966: марка того же дизайна[en], но с надписью «Rhodesia» — названием непризнанного независимого государства (Mi #26; Yt #132; SG #376)

В короткий период существования государства Зимбабве-Родезия в 1979 году не было выпущено ни одной марки.

Доплатная марка Зимбабве в 2 цента, с национальной эмблемой «Птица Зимбабве», 1980(Mi #P17)

### Республика Зимбабве
Первые марки с названием Зимбабве были выпущены 18 апреля 1980 года, это была серия стандартных марок тех же рисунков, что и предыдущие стандартные марки Родезии.
В 1980 году выходила памятная марка, приуроченная к Олимпийским играм в Москве.

## Другие виды почтовых марок

### Доплатные
В 1951 и 1952 годах Южной Родезией были эмитированы доплатные марки. Практика выпуска доплатных марок была продолжена в независимом Зимбабве.

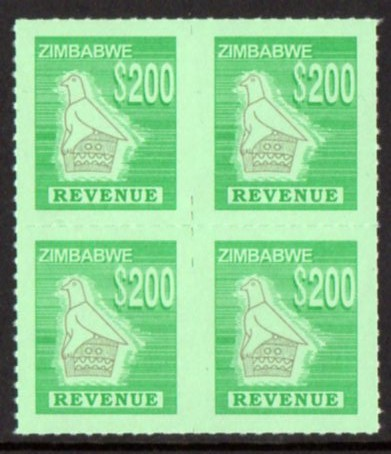
Квартблок фискальных марок Зимбабве номиналом в 200 долларов, с национальной эмблемой «Птица Зимбабве» (ок. 2006)